# Sun Microsystems

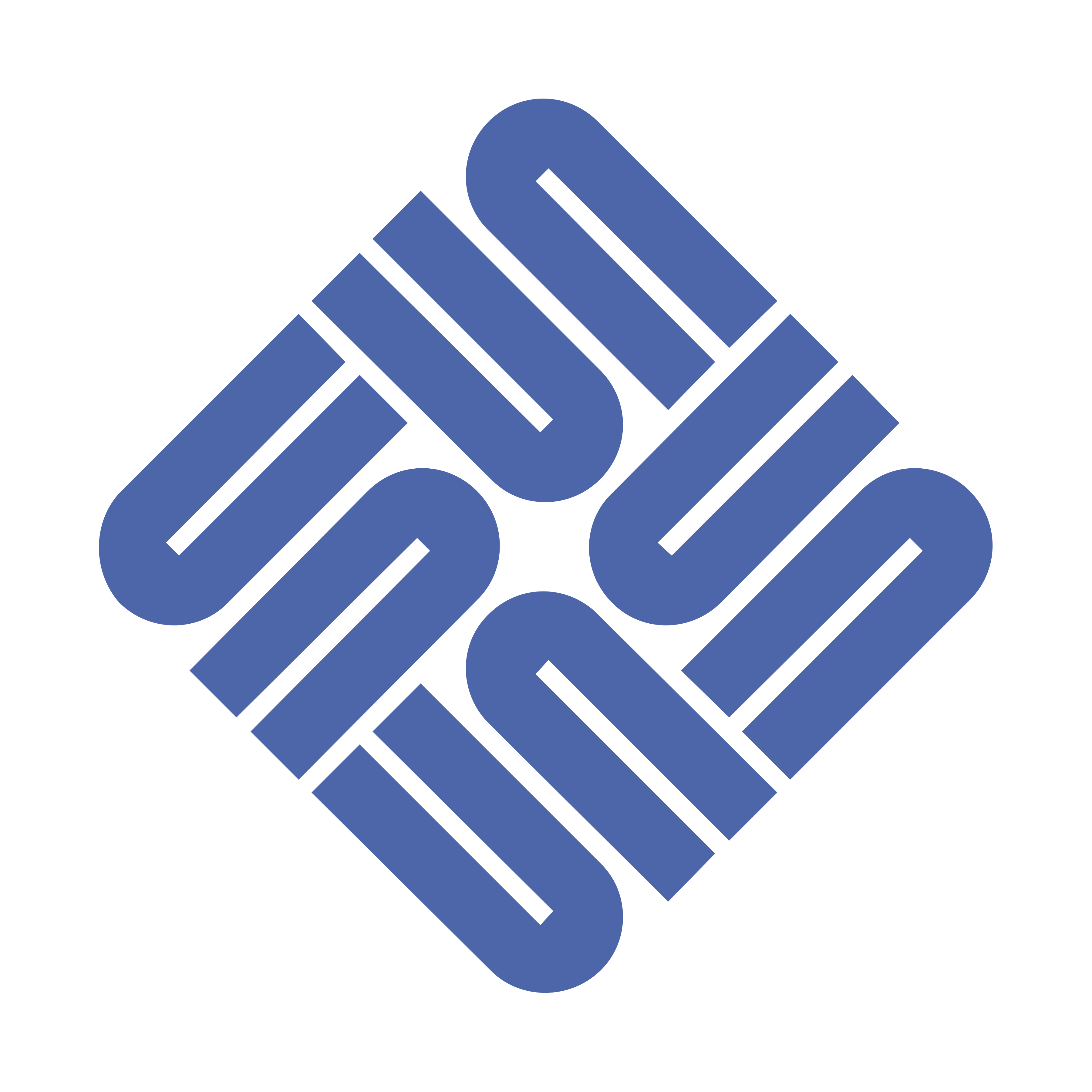
Logo của Sun Microsystems

Sun Microsystems, thành lập năm 1983, là một công ty sản xuất phần mềm, bóng bán dẫn và máy tính có trụ sở tại Silicon Valley. Ngày 27 tháng 1 năm 2010, Sun bị hãng Oracle Corporation mua với giá 7,4 tỷ USD, theo một thỏa ước ký ngày 20 tháng 4 năm 2009. Một tháng sau đó, Sun được nhập với Oracle USA để trở thành Oracle America, Inc.
Các sản phẩm của Sun bao gồm máy tính, các máy chủ và máy trạm chạy trên bộ xử lý SPARC, các hệ điều hành SunOS và Solaris, hệ thống file mạng NFS (network file system), nền tảng Java, và (cùng với AT&T) chuẩn hóa Hệ thống Unix V bản 4. Một số sản phẩm kém thành công hơn có thể kể đến hệ thống cửa sổ NeWS và giao diện đồ họa người sử dụng OpenLook.

## Lịch sử

Giao diện điều khiển của máy trạm Sun workstation chạy trên X Window System

Thiết kế ban đầu của máy trạm UNIX của Sun do nhóm sáng lập gồm bốn sinh viên tốt nghiệp Đại học Stanford ở Palo Alto, California, nghiên cứu ra. Cái tên công ty SUN ban đầu là viết tắt của Stanford University Network (và nó được phản ánh trong biểu trưng chứng khoán của công ty, SUNW). Những người sáng lập bao gồm Vinod Khosla, Scott McNealy, Bill Joy và Andy Bechtolsheim. Trong số này, chỉ còn McNealy và Bechtolsheim là hiện còn ở lại với Sun. Bill Joy đã rời bỏ Sun vào đầu năm 2004.
Những người có ảnh hưởng lớn ở Sun gồm có những nhân viên ban đầu của Sun John Gilmore, Bill Joy và James Gosling. Bill Joy đã được mời tham gia khi ông đang phát triển BSD ở UC Berkeley dưới quyền điều hành của Ken Thompson. James Gosling và những người đồng sự của ông đã phát triển ngôn ngữ lập trình Java. Cùng với thời gian, Sun đã trở thành một công ty có đẳng cấp thế giới, một tập đoàn hàng đầu của ngành công nghiệp, được nhắc đến với khẩu hiểu rất nổi tiếng "The Network Is The Computer". Gần đây nhất, Jon Bosak, một nhân viên của Sun cũng đã lãnh đạo nhóm nghiên cứu phát triển đặc tả XML ở W3C.
Biểu trưng của Sun, có hình ảnh bốn con chữ xếp vào nhau từ chữ sun, do giáo sư Vaughan Pratt, cũng của Đại học Stanford, thiết kế. Ban đầu biểu trưng này sắp xếp các cạnh của nó theo chiều ngang và đứng nhưng về sau nó được thay đổi với một góc tựa xuống phía dưới.

## Máy tính
Sun ban đầu sử dụng họ CPU Motorola 68000 từ Sun 1 đến Sun 3. Chỉ trong một thời gian ngắn khoảng cuối những năm 1980, họ đã bán các máy tính chạy trên Intel 80386, đó là Sun 386i. Sau dòng Sun 4, Sun đã phát triển kiến trúc CPU của riêng hãng, SPARC, vay mượn lại kiến trúc RISC chuẩn của IEEE. Năm 1995,  Sun cho ra đời  loại CPU 64-bit, đó là UltraSPARC.

## Các hệ điều hành

Solaris 8 trong Môi trường máy để bàn thông thường

Sun 1 được phân phối với hệ điều hành Unisoft V7 UNIX. Sau này vào năm 1982 Sun cung cấp bản UNIX 4.1BSD tùy biến có tên là SunOS để làm hệ điều hành cho các máy trạm của hãng. Vào năm 1992, cùng với AT&T, hãng này đã tích hợp BSD UNIX và System V thành Solaris, như là một kết quả dựa trên UNIX SVR4.
Sun cũng nổi tiếng với việc cấp các giấy phép sử dụng dựa trên cộng đồng cho tất cả các sản phẩm công nghệ quan trọng của hãng bao gồm trong đó có một số ấn bản mã nguồn mở. Mặc dù là người đi sau, nhưng hãng này cũng đã đưa Linux trở thành một bộ phận trong chiến lược của hãng – Sun đã và đang phải đối mặt với thời điểm khó khăn khi mà Linux đã bắt đầu gặm nhấm dần dần thị phần máy chủ của hãng. Mặc dù vậy, gần đây Sun đã phát triển hệ thống phần mềm chạy trên desktop dựa trên Linux có tên Java Desktop System (tên mã ban đầu là 'Madhatter') để sử dụng cả trên phần cứng x86 và trên các hệ thống máy tính mạng SunRay của Sun. Hãng này cũng công bố các kế hoạch cung cấp Java Enterprise System (một ngăn xếp thuộc tầng trung gian) của hãng trên Linux, và công bố mở mã nguồn Solaris dưới một dạng nào đó.

## Nền tảng Java
Nền tảng Java platform, được phát triển vào đầu những năm 1990 đã được phát triển có chủ đích cho mục tiêu cho phép các chương trình chạy mà không cần quan tâm đến chúng đang chạy trên loại thiết bị nào, đó là linh hồn của khẩu hiệu "Write once, run everywhere".
Nền tảng này gồm có ba phần chính, ngôn ngữ lập trình Java, Máy ảo Java (JVM), và Giao diện lập trình ứng dụng Java (API).
Ngôn ngữ lập trình Java là một ngôn ngữ lập trình hướng đối tượng. Kể từ khi nó được giới thiệu vào cuối năm 1995, thì nó đã nhanh chóng trở thành ngôn ngữ lập trình phổ biến nhất thế giới.
Để chạy được (dạng ảo) các chương trình viết bằng Java trên bất cứ một thiết bị nào, các chương trình Java đó được biên dịch ra mã nhị phân. Loại mã này được mọi JVM đọc, mà không có ảnh hưởng gì từ phía môi trường.
Java API cung cấp một tập hợp phong phú các tác vụ thư viện. Standard Edition của API nhắm vào các máy trạm thông thường, trong khi Enterprise Edition nhằm vào các công ty phần mềm lớn đang chạy các máy chủ ứng dụng cấp xí nghiệp. Micro Edition được sử dụng để xây dựng nên các phần mềm cho các thiết bị có hạn chế về tài nguyên như là các thiết bị di động.

## Bộ ứng dụng văn phòng
Sun đã mua StarOffice bằng cách thôn tính công ty phần mềm của Đức StarDivision và công bố nó như là bộ ứng dụng văn phòng OpenOffice.org dưới đồng thời cả giấy phép GNU LGPL lẫn SISSL (Sun Industry Standards Source License). OpenOffice.org, thường được so sánh với Microsoft Office (một người phát ngôn của Microsoft đã tuyên bố là nó có thể sánh được với Office 97), có đủ các phiên bản để chạy trên nhiều nền tảng và được sử dụng rộng rãi trong cộng đồng mã nguồn mở.
Sản phẩm StarOffice hiện thời là một sản phẩm mã nguồn đóng dựa trên OpenOffice.org. Sự khác biệt chính giữa StarOffice và OpenOffice.org là ở chỗ Sun hỗ trợ nó và được đóng gói tốt cùng với nguồn tài liệu khá dồi dào, số font và mẫu trình bày đa dạng hơn cùng với những tính năng mà Sun bổ sung gồm có hệ từ điển và từ điển từ đồng nghĩa được cải tiến. Trong khi các phiên bản OpenOffice.org được công bố khá thường xuyên thì StarOffice lại tuân thủ một lịch trình công bố bảo thủ hơn để thích hợp hơn với quá trình triển khai ở doanh nghiệp.